# 고창중학교 축구부
고창중학교 축구부는 전라북도 고창군에 위치한 고창중학교의 축구부이다. 고창중학교가 운영하는 축구부로 1959년에 창단하였다.

## 같이 보기
- 고창중학교